# Relikt
Relikt (af latin relictus = "det efterladte") bruges om rester af tidligere plante- eller dyreliv. Det kan så være enkelte arter, eller det kan være hele plantesamfund, som er bevaret i små, klimatiske lommer, hvor nichebetingelserne gør deres overlevelse mulig.
Reliktarter eller -samfund er meget sårbare, da de små populationer kun rummer en lille brøkdel af artens eller samfundets genetiske eller økologiske tilpasningsevne.
| Biologi | Spire Denne artikel om biologi er en spire som bør udbygges. Du er velkommen til at hjælpe Wikipedia ved at udvide den. |